# Arbouzynka
Arbouzynka (ukrainien : Арбузинка, russe : Арбузи́нка) est une commune urbaine de l'oblast de Mykolaïv, en Ukraine. Elle compte 6 086 habitants en 2021.